# Sergi Gómez
Sergi Gómez Solà (Arenys de Mar, 28 marzo 1992) è un calciatore spagnolo, di ruolo difensore, del Alverca.

## Caratteristiche tecniche
Difensore centrale bravo in marcatura, abile di testa e dotato di un buon fisico, pecca un po' in velocità. Nel Barcellona ha affinato le proprie qualità palla al piede diventando un discreto impostatore.

## Carriera

### Club

#### Barcellona

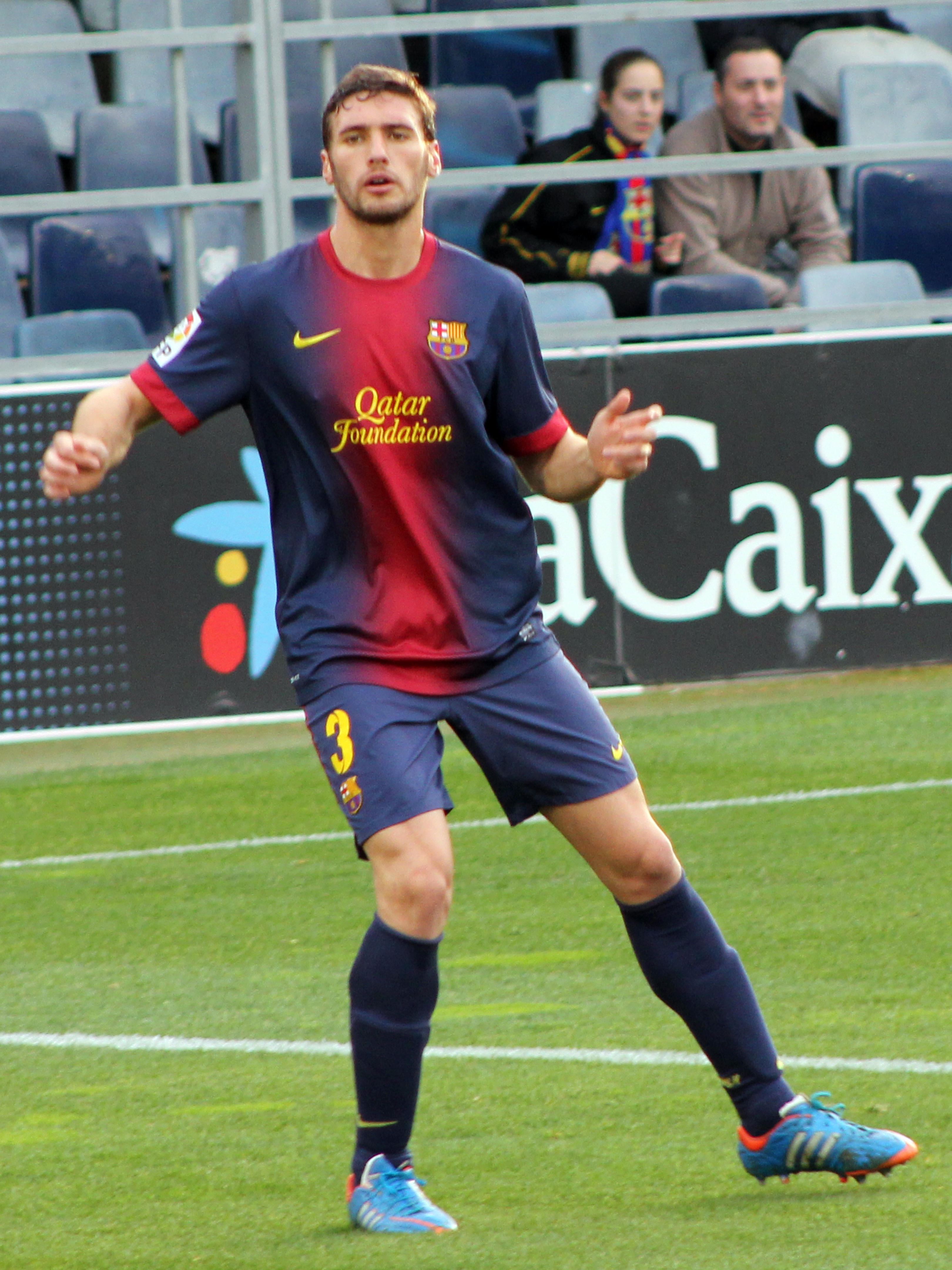
Sergi Gómez durante una partita con la maglia Blaugrana nel 2012.

Nato a Arenys de Mar, Gómez arriva nelle giovanili del Barcellona all'età di 14 anni. Durante il 2010 diventa uno degli elementi fondamentali del Barcellona B, ed infatti il 13 agosto 2010, il tecnico della prima squadra di allora, Pep Guardiola lo include nella lista dei convocati della sfida di andata della Supercoppa di Spagna 2010, contro il Siviglia, e facendolo giocare per tutti i 90 minuti di gioco, partita che il Barcellona perderà per 3-1.

#### Celta Vigo
Esordisce il 13 settembre nel pareggio interno, per 2-2, contro il Real Sociedad. Conclude la prima stagione con la maglia del Celta Vigo con un bottino di 26 presenze.
Il 15 settembre 2016 disputa la sua prima partita di Europa League in occasione della trasferta pareggiata, per 1-1, contro i belgi dello Standard Liegi. Il 30 novembre successivo mette a segno la sua prima rete con la maglia del Celta in occasione della partita di Coppa del Re vinta, per 0-1, contro l'UCAM Murcia.
Il 26 agosto 2017 disputa la sua centesima partita con indosso la maglia dei celesti in occasione della trasferta persa, per 2-1, contro il Betis. Il 5 novembre successivo mette a segno la sua prima rete nel massimo campionato spagnolo in occasione della vittoria casalinga, per 3-1, contro l'Athletic Bilbao.

#### Siviglia
Il 25 luglio 2018 passa, a titolo definitivo per una cifra vicina ai 5 milioni di euro, al Siviglia. L'esordio arriva il 2 agosto successivo in occasione del preliminare di Europa League vinto,
per 1-3, contro gli ungheresi dell'Újpest. Il 12 agosto perde la finale di Supercoppa di Spagna contro il Barcellona per 2-1.
Titolare nella sua prima stagione con gli andalusi, con l'arrivo di Julen Lopetegui (unito alla concorrenza con Diego Carlos e Jules Koundé) il suo spazio in squadra diminuisce.

#### Espanyol
Il 28 luglio 2021 viene acquistato dal neopromosso Espanyol.

### Nazionale

#### Giovanile
Nel 2009 arriva terzo, con la Nazionale Under-17 di calcio della Spagna, al Campionato mondiale di calcio Under-17 2009 in Nigeria. L'anno successivo si laurea campione, insieme alla Nazionale Under-19 di calcio della Spagna, nel Campionato europeo di calcio Under-19 2011 in Romania.

#### Maggiore
Il 15 marzo 2019, viene convocato per la prima volta dalla nazionale spagnola dal CT. Luis Enrique, per le gare del campionato d'Europa 2020 contro Norvegia e Malta.

## Statistiche

### Presenze e reti nei club
Statistiche aggiornate al 9 dicembre 2024.
| Stagione            | Squadra             | Campionato          | Campionato | Campionato | Coppe nazionali | Coppe nazionali | Coppe nazionali | Coppe continentali | Coppe continentali | Coppe continentali | Altre coppe | Altre coppe | Altre coppe | Totale | Totale |
| Stagione            | Squadra             | Comp                | Pres       | Reti       | Comp            | Pres            | Reti            | Comp               | Pres               | Reti               | Comp        | Pres        | Reti        | Pres   | Reti   |
| ------------------- | ------------------- | ------------------- | ---------- | ---------- | --------------- | --------------- | --------------- | ------------------ | ------------------ | ------------------ | ----------- | ----------- | ----------- | ------ | ------ |
| 2009-2010           | Barcellona B        | SDB                 | 9          | 1          | -               | -               | -               | -                  | -                  | -                  | -           | -           | -           | 9      | 1      |
| 2010-2011           | Barcellona B        | SD                  | 10         | 0          | -               | -               | -               | -                  | -                  | -                  | -           | -           | -           | 10     | 0      |
| 2010-2011           | Barcellona          | PD                  | 0          | 0          | CR              | 0               | 0               | UCL                | 0                  | 0                  | SS          | 1           | 0           | 1      | 0      |
| 2011-2012           | Barcellona B        | SD                  | 21         | 0          | -               | -               | -               | -                  | -                  | -                  | -           | -           | -           | 21     | 0      |
| 2012-2013           | Barcellona B        | SD                  | 21         | 2          | -               | -               | -               | -                  | -                  | -                  | -           | -           | -           | 21     | 2      |
| 2013-2014           | Barcellona B        | SD                  | 36         | 0          | -               | -               | -               | -                  | -                  | -                  | -           | -           | -           | 36     | 0      |
| Totale Barcellona B | Totale Barcellona B | Totale Barcellona B | 97         | 3          |                 | -               | -               |                    | -                  | -                  |             | -           | -           | 97     | 3      |
| 2014-2015           | Celta Vigo          | PD                  | 22         | 0          | CR              | 4               | 0               | -                  | -                  | -                  | -           | -           | -           | 26     | 0      |
| 2015-2016           | Celta Vigo          | PD                  | 31         | 0          | CR              | 6               | 0               | -                  | -                  | -                  | -           | -           | -           | 37     | 0      |
| 2016-2017           | Celta Vigo          | PD                  | 25         | 0          | CR              | 6               | 1               | UEL                | 5                  | 0                  | -           | -           | -           | 36     | 1      |
| 2017-2018           | Celta Vigo          | PD                  | 33         | 1          | CR              | 2               | 0               | -                  | -                  | -                  | -           | -           | -           | 35     | 1      |
| Totale Celta Vigo   | Totale Celta Vigo   | Totale Celta Vigo   | 111        | 1          |                 | 18              | 1               |                    | 5                  | 0                  |             | -           | -           | 134    | 2      |
| 2018-2019           | Siviglia            | PD                  | 32         | 0          | CR              | 2               | 0               | UEL                | 13                 | 0                  | SS          | 1           | 0           | 48     | 0      |
| 2019-2020           | Siviglia            | PD                  | 13         | 0          | CR              | 3               | 0               | UEL                | 5                  | 0                  | -           | -           | -           | 21     | 0      |
| 2020-2021           | Siviglia            | PD                  | 9          | 0          | CR              | 4               | 0               | UCL                | 3                  | 0                  | SU          | 0           | 0           | 16     | 0      |
| Totale Siviglia     | Totale Siviglia     | Totale Siviglia     | 54         | 0          |                 | 9               | 0               |                    | 21                 | 0                  |             | 1           | 0           | 85     | 0      |
| 2021-2022           | Espanyol            | PD                  | 31         | 1          | CR              | 4               | 1               |                    | -                  | -                  |             | -           | -           | 35     | 2      |
| 2022-2023           | Espanyol            | PD                  | 29         | 0          | CR              | 1               | 0               |                    | -                  | -                  |             | -           | -           | 30     | 0      |
| 2023-2024           | Espanyol            | SD                  | 35         | 1          | CR              | 2               | 0               |                    | -                  | -                  |             | -           | -           | 37     | 1      |
| 2024-2025           | Espanyol            | PD                  | 11         | 0          | CR              | 2               | 0               |                    | -                  | -                  |             | -           | -           | 13     | 0      |
| Totale Espanyol     | Totale Espanyol     | Totale Espanyol     | 106        | 2          |                 | 9               | 1               |                    | -                  | -                  |             | -           | -           | 115    | 3      |
| Totale carriera     | Totale carriera     | Totale carriera     | 368        | 6          |                 | 36              | 2               |                    | 26                 | 0                  |             | 2           | 0           | 432    | 8      |

## Palmarès

### Club

#### Competizioni nazionali
- Supercoppa di Spagna: 1

Barcellona: 2010

#### Competizioni internazionali
- UEFA Europa League: 1

Siviglia: 2019-2020

### Nazionale
- Campionato d'Europa Under-19: 1

Romania 2011